# Kanalarbeiter (SPD)
Als Kanalarbeiter wurde eine einflussreiche Gruppierung von Abgeordneten der SPD-Bundestagsfraktion in den Jahren 1957 bis 1982 bezeichnet. Ihre Einstellung galt als eher konservativ und gewerkschaftsnah. Im Jahr 1982 vereinigten sich die „Kanalarbeiter“ mit dem Seeheimer Kreis, nachdem schon seit den 1970er Jahren Mitglieder des „Fritz-Erler-Kreises“ wie Helmut Schmidt oder Georg Leber häufig zu Gast bei ihren Zusammenkünften gewesen waren.

## Geschichte
Die Kanalarbeiter gingen Mitte der 1950er Jahre aus einer losen Gruppe von Bundestagsabgeordneten hervor, die sich anfangs regelmäßig in einem Bonner Lokal namens Rheinlust (heute steht an dieser Stelle das Haus der Geschichte), in späteren Jahren im „Kessenicher Hof“ trafen.
Unter der Führung der SPD-Abgeordneten Egon Franke (1913–1995) und Karl Herold (1921–1977) fand ein regelmäßiger Stammtisch statt, an dem auch einige Journalisten teilnahmen.
Zu einem festeren Zusammenschluss und zur Prägung des Namens „Kanalarbeiter“ kam es im Jahre 1957, als die „Rheinlust“-Runde gemeinsam gegen zu kleine Portionen im Restaurant des Bundeshauses protestierte. Die Mitglieder verspeisten unter großer Beachtung selbst mitgebrachte Würstchen in der Bundestagskantine, von der sie sich lediglich das Besteck ausliehen. Auf die Frage eines Journalisten, was diese Aktion bedeute, antwortete Karl Herold: „Wir sind die Gewerkschaft der Kanalarbeiter.“ Mit dem selbstironischen Namen Kanalarbeiter wollten die Mitglieder der Gruppierung andeuten, dass sie zwar wenig innerhalb der SPD-Bundestagsfraktion zu sagen, wohl aber in den Wahlkreisen und in den unteren Parteigliederungen schwierige Überzeugungsarbeit zu leisten hatten. Der Kantinenprotest war zunächst die erste politische Aktion der „Kanaler“, die um 1968 aus etwa 90 Abgeordneten – meist sogenannten „Hinterbänklern“ – bestand.
Nach der Ära Schmidt – sie endete 1982 – wuchs Hans Apel (1932–2011) die Rolle eines Sprechers der Kanalarbeiter in der Bundestagsfraktion zu. Während die Linken in der SPD, angeführt von Erhard Eppler, seit 1979 den NATO-Doppelbeschluss ablehnten, wurde dieser vom rechten Flügel gestützt. 1982 machte sich der Chef der Kanalarbeiter, Egon Franke, vergeblich für den Ausschluss des Parteilinken Jo Leinen, Vorsitzender des Bundesverbandes Bürgerinitiativen Umweltschutz und Redner der Bonner Friedensdemonstration am 10. Juni 1982, stark.